# Końskowola (przystanek kolejowy)
Końskowola (do 2020: Pożóg) – przystanek kolejowy w Końskowoli, w województwie lubelskim, w Polsce. Znajdują się tu 2 perony.

## Ruch pasażerski[1]
| Rok  | Wymiana pasażerska na dobę |
| ---- | -------------------------- |
| 2017 | 0-9                        |
| 2018 | 0-9                        |
| 2019 | 0-9                        |
| 2020 | 0-9                        |
| 2021 | 0-9                        |
| 2022 | 0-9                        |
| 2023 | 10-19                      |

## Historia
Przystanek powstał w czasach carskich, wówczas we wsi Pożóg. Później w wyniku zmian administracyjnych znalazł się w granicach Końskowoli, ale nazwę utrzymano. Podczas remontu linii kolejowej w latach 2017-2019 zbudowano nowy przystanek z nowymi tablicami, po czym rada gminy Końskowola wystąpiła z wnioskiem o zmianę nazwy przystanku. Spółka PKP-PLK zmieniła jego nazwę, przy czym kosztem w wysokości 23 tysiące złotych obciążyła wnioskodawcę. 